# Campugnan
Campugnan är en kommun i departementet Gironde i regionen Nouvelle-Aquitaine i sydvästra Frankrike. Kommunen ligger i kantonen Blaye som tillhör arrondissementet Blaye. År 2022 hade Campugnan 520 invånare.

## Befolkningsutveckling
Antalet invånare i kommunen Campugnan
Referens:INSEE